# Montes Matobo
Los Montes Matobo, las Colinas de Matopos o Colinas de Matopas, situadas a 50 km al sur de la ciudad de Bulawayo, en la provincia de Matabelelandia Meridional, en Zimbabue, son un conjunto de formaciones rocosas que se levantan encima del escudo granítico que cubre la mayor parte del país. Los grandes roquedos son abrigos naturales y han estado asociados a la ocupación humana desde el inicio de la Edad de Piedra hasta hoy en día. Se encuentran una de las mayores colecciones de arte rupestre del África austral.
Los restos encontrados en estas formaciones y las pinturas dan una imagen muy pormenorizada de la vida de las sociedades de la Edad de Piedra y de como las sociedades de agricultores las sustituyeron. Las colinas de Matobo continúan teniendo importancia para las comunidades locales, que visitan ciertos lugares sagrados para ceremonias ligadas a sus actividades tradicionales, tanto sociales como económicas. La religión Mwari, con su centro en Matobo y que parece tener su origen en la Edad de Piedra, es la más importante tradición oral del África austral.
Mzilikazi, el fundador de la nación Ndebele en el siglo XIX como consecuencia del Mfecane zulú y el Gran Trek bóer, se encuentra enterrado en una de las colinas, fue quien dio el nombre a esta zona. Aparentemente, los bloques de granito recuerdan a una reunión de sus indunas y les llamó amaTobo. El expolio de Mzilikazi, incluyendo carros y muebles, fueron guardados por más de un siglo en una cueva próxima, y en este momento pueden ser observados a través de pequeñas aberturas en las rocas. Cecil John Rhodes, el gran colonizador británico del África austral del siglo XIX, también se encuentra enterrado en las Colinas de Matobo.
El parque nacional de Matobo, que es también un área de conservación de la naturaleza, se encuentra incluido en las colinas de Matobo; abarca un área de 205.000 ha y fue declarado Patrimonio de la Humanidad por la Unesco en el año 2003.

## Escultismo
En junio de 1896 el General Frederick Carrington ordenó al Mayor Robert Baden-Powell que iniciara un plan para derrotar a los violentos indígenas matabeles que causaban a toda la zona cercana a Bulawayo, donde se situaba el cuartel general militar. Baden-Powell había sido designado como jefe de Estado Mayor y encontró muchos obstáculos para iniciar la guerra contra los matabeles. El mayor obstáculo era que el escenario de las batallas eran los inaccesibles kopjes (montes cerrados) de las Montes Matobo, que estaba plagado de impis (fuerzas de combate) matabeles.
Con la ayuda de Frederick Russell Burnham, explorador militar estadounidense y el Jefe de los Scouts (fuerzas especiales), logró hacer unos bosquejos del territorio enemigo, señalando los escondites de los matabeles. Esto era una experiencia formativa para Baden-Powell. Como Burnham, Baden-Powell era un explorador militar y muchas de sus ideas relativas al escultismo se arraigaron aquí. Burnham que dio a conocer a Baden-Powell sobre las costumbres de los vaqueros y los indios del oeste americano y del woodcraft (es decir, escultismo), fue aquí que él usó su sombrero Stetson por primera vez, y fue aquí que les discutido de un programa de formación scout para muchachos. Baden-Powell se convirtió en un amigo de toda la vida, además de ser un admirador de Burnham. La amistad entre los dos resultó años después en la formulación didáctica del escultismo.